# Хом'ячок Роборовського
Хом'ячок Роборовського (Phodopus roborovskii) — вид мохноногих хом'ячків.
Мешкає в Монголії, прилеглих районах Китаю та Росії. Вигляд названий на честь російського натураліста Всеволода Івановича Роборовського (1856-1910).

## Опис
Один з найменших видів родини хом'якових. Дорослі особини досягають у довжину до 4-5 см і важать приблизно 30 грамів. Голова та спина пісочно-золотого кольору, живіт білий. Над очима присутні світлі плями.
Мешкають у піщаній місцевості в неглибоких піскових норках з 1-2 ходами. Активні в сутінки та вночі. Розмножуються у період із травня по вересень. Самка здатна принести 3-4 посліди за сезон. В одному посліді може бути від 3 до 9 дитинчат. Самка стає статевозрілою у віці 3-4 тижнів, але успішне розмноження, як правило, починається з 4-5 місяців. Вагітність триває 19-22 дні. Дитинчата стають самостійними через 4 тижні після народження.
У домашніх умовах ці хом'ячки зустрічаються рідше, ніж решта. Але саме цих хом'ячків можна утримувати групою.
Краще утримувати хом'ячків Роборовського у високих акваріумах, тераріумах чи вітринах, тому що через маленький розмір вони можуть пролазити між лозинами клітин. Мінімальна площа житла має становити 2400 квадратних сантиметрів (наприклад 60 на 40) та висотою від 40 см.Хом'яки норні тварини тому їм необхідний шар наповнювача 15-20 см і більше. У домашніх умовах містять на тирсі листяних дерев, можна в суміші з кукурудзяним наповнювачем або використовувати целюлозний. Як укриття підійде дерев'яний будинок без вікон або кокосовий будинок, на літо встановіть керамічний або керамічну чашку/вазу. Для бігу потрібно суцільне колесо з внутрішнім діаметром 18-25 см, якщо колесо з дрібною сіткою вкладете пробкове покриття або гофрокартон. Як додаток можна поставити диск для бігу. Для очищення вовни необхідна ємність з піском для шиншилла без кварцу і тальку (небезпечні для хом'яка). Пісок має стояти постійно, за потребою змінюється.